# Citroën Typ 45
Der Citroën Typ 45 wurde als Lastkraftwagen und als Reisebus zwischen 1933 und 1953 von Citroën produziert.

## Beschreibung

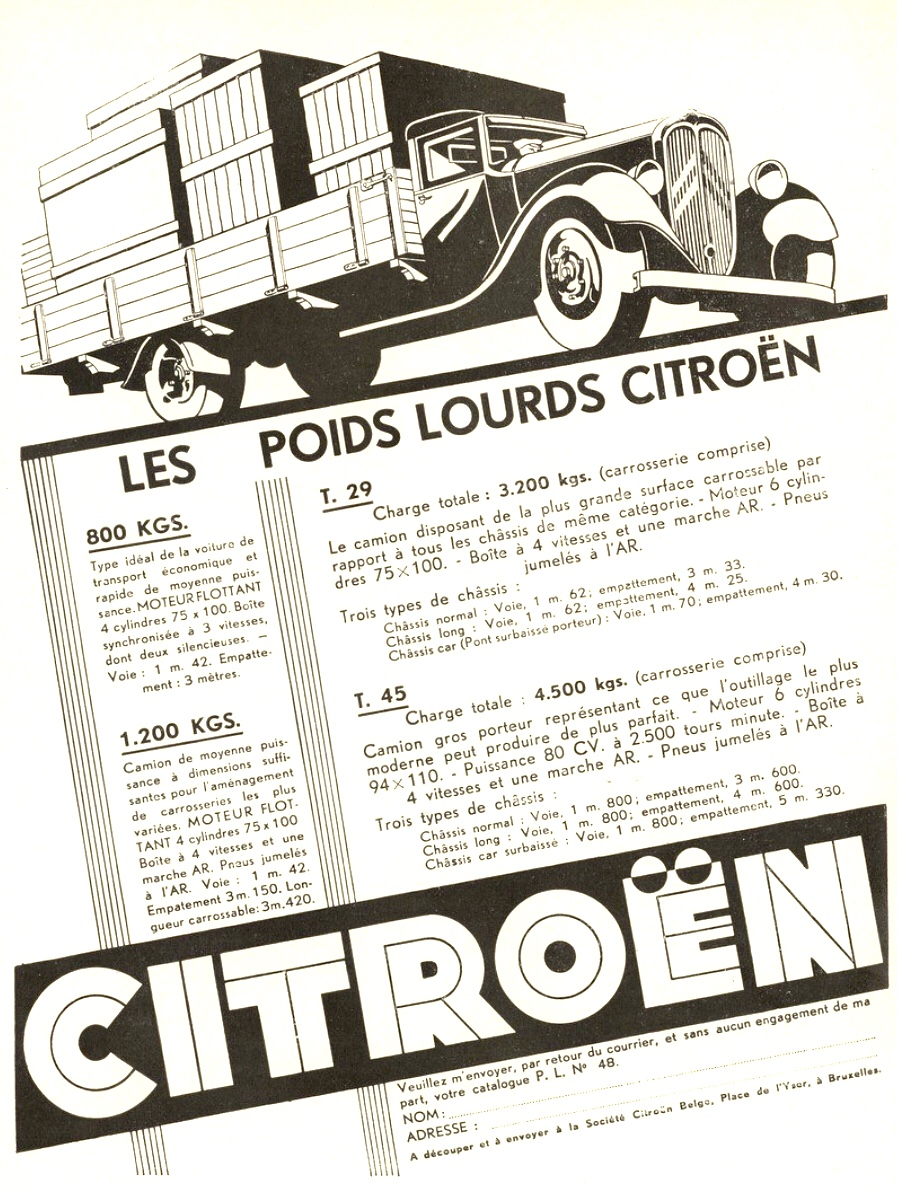
Citroën Typ 45 Werbung von 1934

Die Plattform des Typ 45 war der des Citroën Typ 29 gleich, aber der Motor war ein neu entwickelter Sechszylinder-Ottomotor mit 4580 cm³ Hubraum mit 94 mm Bohrung und 110 mm Hub und maximal 73 PS (54 kW) Leistung. Er war nicht von einem Pkw-Motor abgeleitet. Das Getriebe hatte 4 Gänge. Die maximale Nutzlast betrug 4,5 Tonnen. Das Fahrzeug war in drei Radständen erhältlich. Der normale Radstand betrug 3600 mm mit einer Spurweite von 1800 mm. Der lange Radstand betrug 4600 mm mit einer Spurweite von 1800 mm. Der Radstand für die Busausführung betrug 5330 mm mit ebenfalls 1800 mm Spurweite. Als Stadtbus bot das Fahrzeug von 30 bis 40 Personen Platz.
Der Typ 45 wurde auch im Zweiten Weltkrieg eingesetzt. Während des Krieges und in der Nachkriegszeit wurden viele auch mit Holzgas betrieben. Rund 23.000 Fahrzeuge des Typ 45 (Fahrgestell Nr. 782 200 bis 797 500) wurden von der Wehrmacht für Nachschubdienste, im Sanitätsdienst und für andere Zwecke genutzt.
Nach 72.423 Exemplaren wurde er durch den Citroën Typ 55 abgelöst.

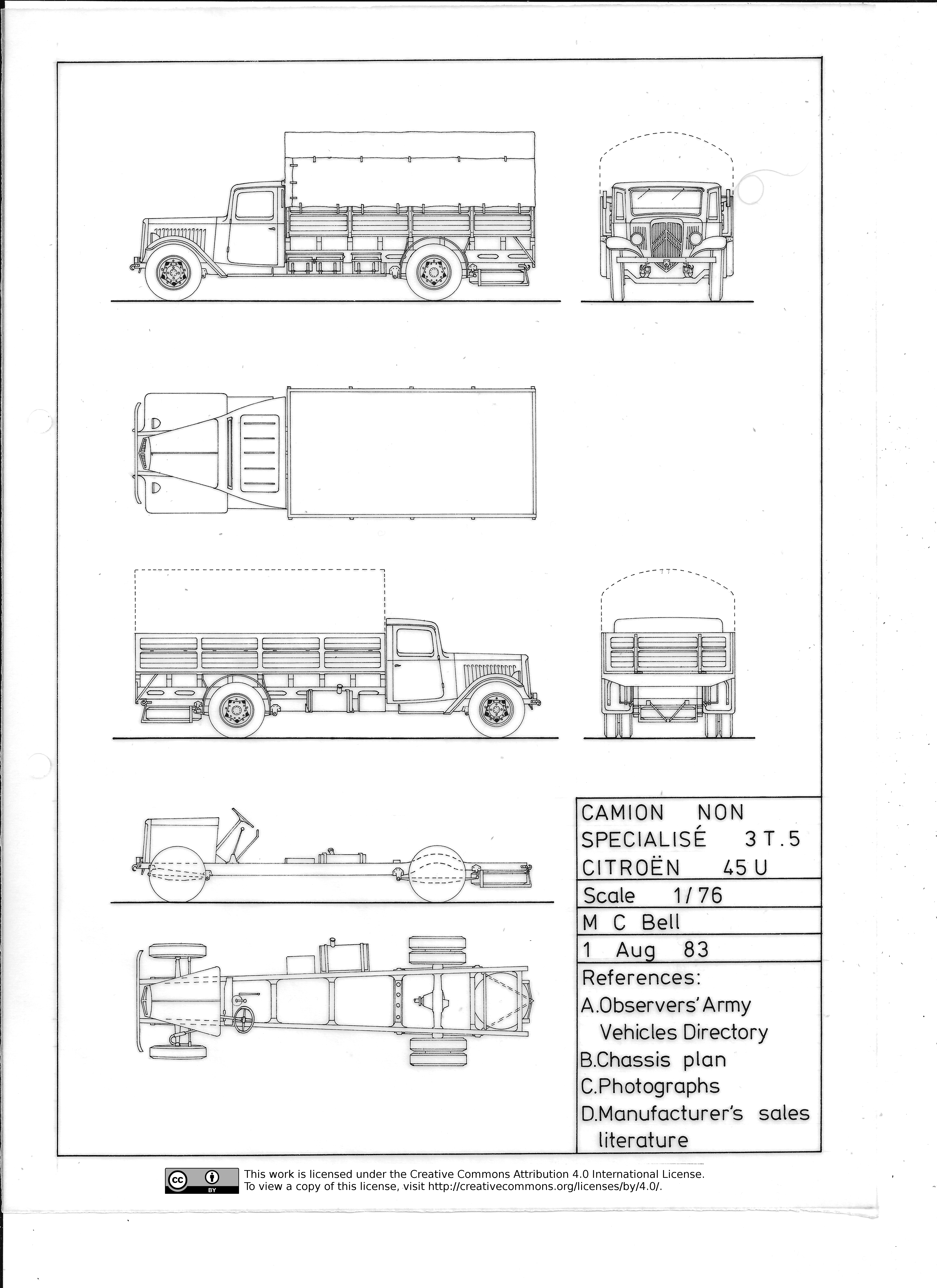
Citroën Typ 45, Lastkraftwagen 3,5 t.
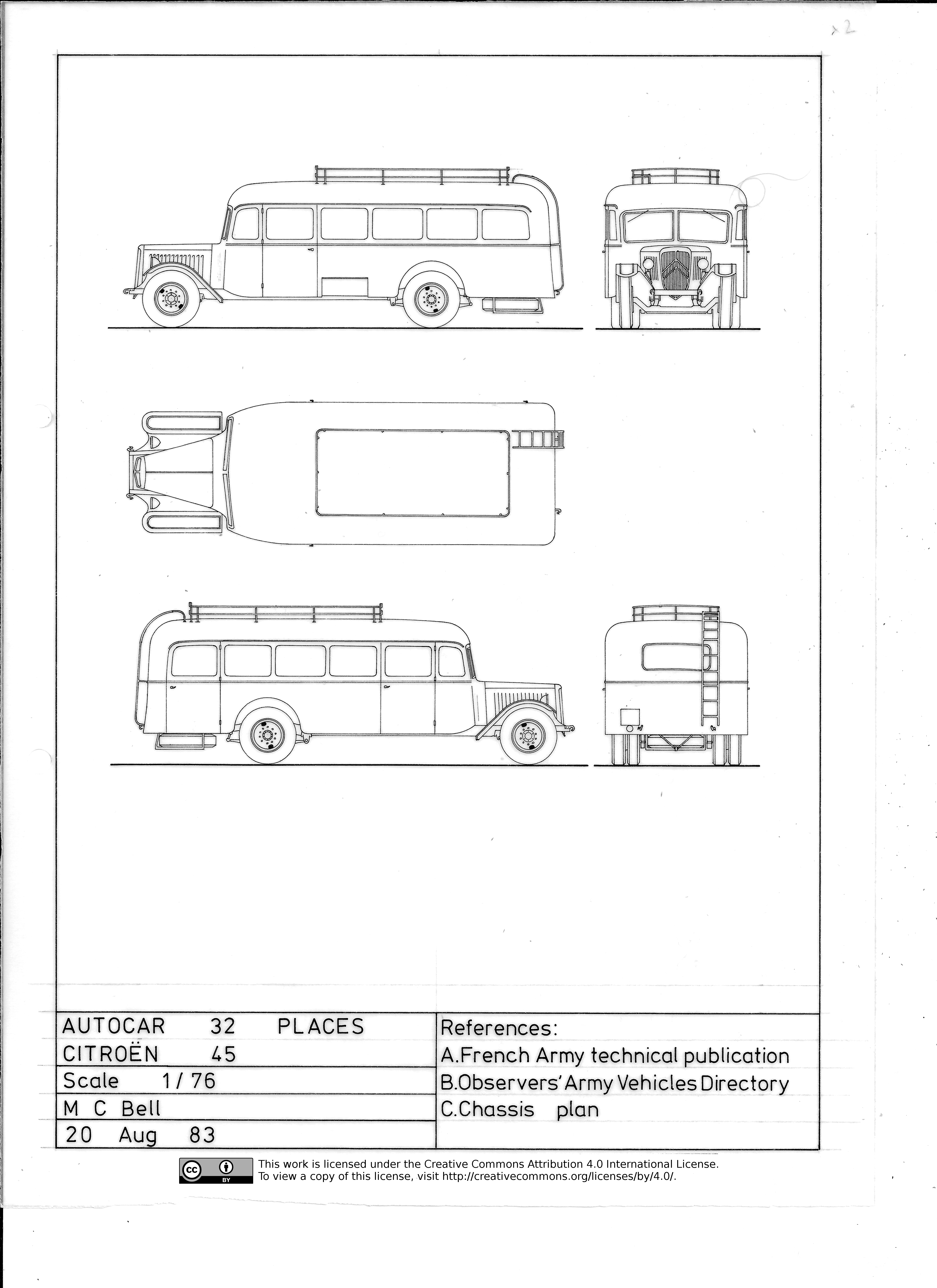
Citroën Typ 45, Omnibus für 32 Personen.
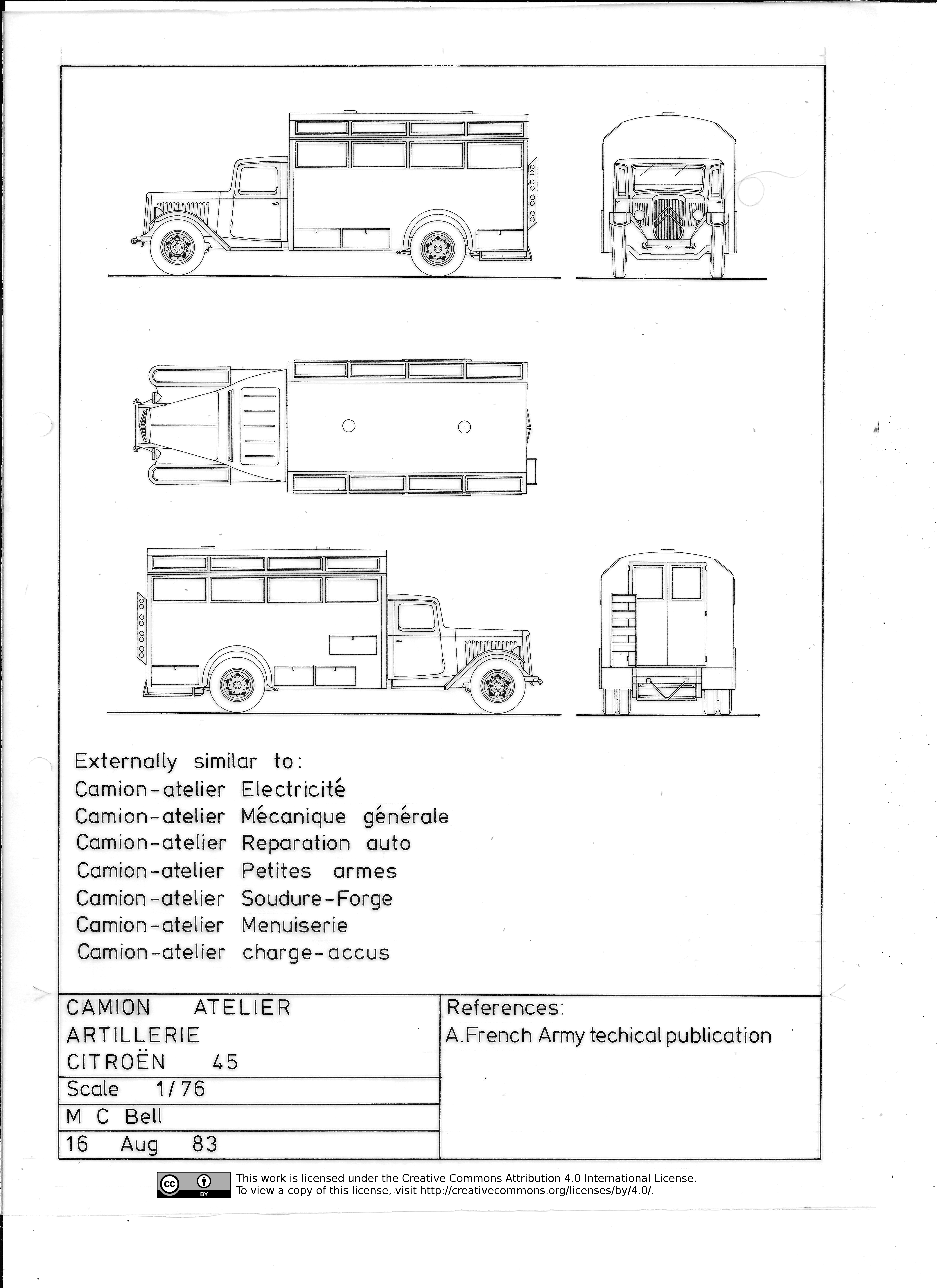
Citroën Typ 45, Militärfahrzeug der Artillerie.
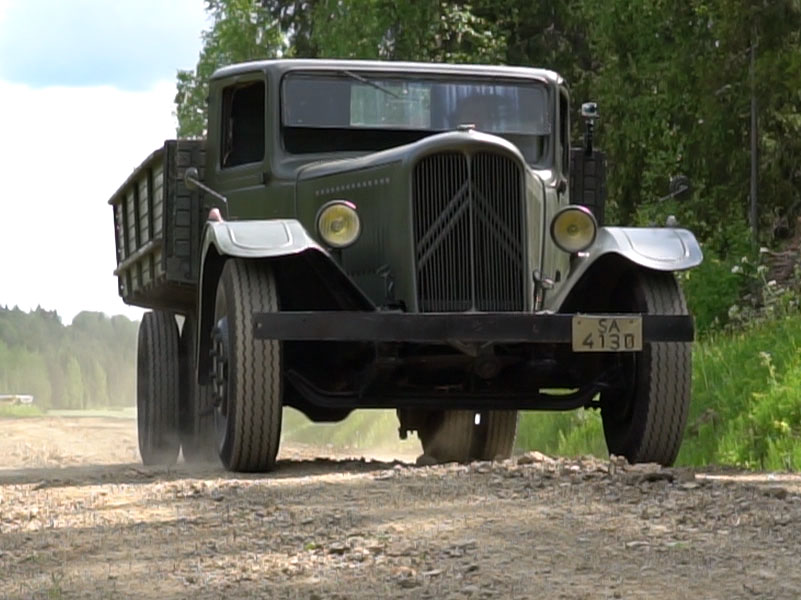
Citroën Typ 45 in Finnland, 2025